# Ánávárre
Ánávárre är ett berg i Jokkmokks kommun i Norrbottens län. Berget ligger cirka 18 km från centralorten Jokkmokk. Ánávárres topp ligger 420 meter över havet.